# Coto (unidad de longitud)
Antigua unidad de longitud de Castilla. Era la mitad del palmo, equivalente a seis dedos. Tenía su origen en los cuatro dedos de la palma de la mano, sin el pulgar. Se normalizó en 10,4365 cm.
En el sistema romano existía una medida definida de forma semejante, llamada palmus, que equivalía de normalmente a 7,3925 centímetros, que no se debe confundir con el palmo.
- Datos: Q5790214